# Thyrsacanthus ramosus
Thyrsacanthus ramosus är en akantusväxtart som först beskrevs av Christian Gottfried Daniel Nees von Esenbeck, och fick sitt nu gällande namn av A.L.A.Côrtes och Rapini. Thyrsacanthus ramosus ingår i släktet Thyrsacanthus och familjen akantusväxter. Inga underarter finns listade i Catalogue of Life.